# Селецький потік
Селецький потік (словац. Selecký potok) — річка в Словаччині; ліва притока Вагу. Протікає в окрузі Тренчин.
Довжина — 13.5 км. Витікає в масиві Повазький Іновець на висоті 850 метрів.
Протікає територією сіл Селец і Тренч'янське Станковце. Впадає у Ваг на висоті 196 метрів.